# Coleco Telstar
Telstar es una serie de consolas de videojuegos producida por Coleco de 1976 a 1978. Comenzó con Telstar Pong, clon basado en el chip AY-3-8500 de General Instrument de 1976, hubo 14 consolas lanzadas bajo la marca Telstar. Un millón de unidades Telstar fueron vendidas
La amplia gama de productos y el inminente desvanecimiento de las máquinas "Pong" llevaron a Coleco a enfrentar la bancarrota en 1980.[cita requerida]

## Polémica
Hubo cierta polémica por el parecido con la Atari Pong, pero con el tiempo resultó ser muy buena opción, ya que entregaba casi la misma jugabilidad, a un precio más adquirible, lo que la llevó a tener mejores ventas.

## Modelos
| Nombre de la unidad                             | Modelo y chip                                        | Fecha de lanzamiento | Juegos | Descripción | Tamaño                   | Cita             |
| ----------------------------------------------- | ---------------------------------------------------- | -------------------- | --- | --- | ------------------------ | ---------------- |
| Telstar                                         | No.6040 AY-3-8500                                    | 1976                 | - Hockey - Balonmano - Tennis | Dos paddles fijos. Los juegos son variantes de Pong. |                          | [ 3 ]            |
| Telstar Classic                                 | No.6045 AY-3-8500                                    | 1976                 | - hockey - handball - tennis | Dos paddles fijos, Caja de madera de lujo. |                          | [cita requerida] |
| Telstar Deluxe (alias. "Video World Of Sports") | AY-3-8500                                            | 1977                 | - hockey - balonmano - tennis | Dos paddles fijos . Estuche marrón con panel de madera. Hecho para el mercado canadiense con texto en francés e inglés. |                          | [cita requerida] |
| Telstar Ranger                                  | No.6046 AY-3-8500                                    | 1977                 | - hockey - balonmano - tennis - jai alai - target - skeet | Estuche de plástico blanco y negro, incluía una pistola (light gun) similar a una Colt 45 y controles independientes. Incluía cuatro juegos de pelota y dos juegos de tiro. Las características especiales de los cuatro juegos incluían saque automático, raqueta ajustable y control de velocidad para tres niveles de experiencia (principiante, intermedio y profesional). Utiliza seis baterías de tipo C o un adaptador AC opcional, la pistola de luz requería una pila de 9 voltios. | 4 lb. 17.5×6×8 in.       | [ 4 ] [ 5 ]      |
| Telstar Alpha                                   | No.6030 AY-3-8500                                    | 1977                 | - hockey - balonmano - tennis - jai alai | Estuche de plástico blanco y negro, paddles fijos. Los juegos incluían saque automático, raqueta ajustable y control de velocidad para tres niveles de experiencia (principiante, intermedio y profesional). Utiliza seis baterías tipo C. | 2.5 lb. 13.5×3.5×7.5 in. | [ 4 ] [ 5 ]      |
| Telstar Colormatic                              | No.6130 AY-3-8500 Texas Instruments SN76499N (color) | 1977                 | - hockey - balonmano - tennis - jai alai | Estuche de plástico blanco y negro, paletas cableadas separadas. Gráficos en color: cada juego tiene un color diferente. Los juegos incluían saque automático, raqueta ajustable y control de velocidad para tres niveles de experiencia (principiante, intermedio y profesional). Utiliza seis baterías tipo C. | 2.5 lb. 13×6.5×7.5 in.   | [ 4 ]            |
| Telstar Regent                                  | No.6036 AY-3-8500                                    | 1977                 | - hockey - balonmano - tennis - jai alai | Estuche de plástico blanco y negro, paletas cableadas separadas. Los juegos incluían saque automático, raqueta ajustable y control de velocidad para tres niveles de experiencia (principiante, intermedio y profesional). Utiliza seis baterías C | 2.5 lb. 13.5×4×8 in.     | [ 4 ]            |
| Telstar Sportsman                               | AY-3-8500                                            | 1978                 | | Estuche de plástico blanco y negro, paletas cableadas separadas y pistola de luz. |                          | [cita requerida] |
| Telstar Combat!                                 | No.6065 General Instrument AY-3-8700 Tank chip       | 1977                 | - Combat - Night Battle - Robot Battle - Camouflage Combat | Cuatro joysticks fijos (dos por jugador). Los juegos son variaciones del tanque de Kee Games. Utiliza seis baterías C o un adaptador de AC opcional. | 5.5 lb. 15×8×10.5 in.    | [ 4 ] [ 5 ]      |
| Telstar Colortron                               | No.6135 AY-3-8510                                    | 1978                 | - Tennis - Hockey - balonmano - Jai-alai | En color, sonido integrado, paletas fijas. Los juegos son variantes de Pong y cuentan con configuraciones variables para tres niveles de habilidad (principiante, intermedio y profesional). Utiliza dos baterías de nueve voltios o un adaptador de AC opcional. | 1 lb. 2×11.25×4 in.      | [ 5 ]            |
| Telstar Marksman                                | No.6136 AY-3-8512                                    | 1978                 | - Tennis - Hockey - balonmano - Jai-alai - Skeet - Target | En color, una pistola ligera más grande con material extraíble, paletas fijas. Para variantes de Pong y dos juegos de pistola. Utiliza dos baterías de nueve voltios o un adaptador de AC opcional. | 1 lb. 2×11.25×5 in.      | [ 5 ]            |
| Telstar Galaxy                                  | AY-3-8600 (games) AY-3-8615 (color encoder)          | 1977                 | | Joysticks separados y paletas fijas |                          | [cita requerida] |
| Telstar Gemini                                  | MOS Technology MPS 7600-004                          | 1977                 | - Four pinball games - Two light-gun games | En color, pistola de luz, dos botones flipper en los lados izquierdo y derecho de la caja, botón de lanzamiento de pinball y controles deslizantes de ajuste de campo en la parte superior, pistola de luz. |                          | [cita requerida] |
| Telstar Arcade                                  | MOS Technology MPS-7600 (each cart)                  | 1977                 | - Pack-in game (Tennis, road racing, quick draw) - Eight-game ball and target cartridge - Five-game pinball and shooting cartridge - Battle game cartridge - Twenty-five game driving maze cartridge - Fifteen game action cartridge (including Break Thru) | Basado en Cartuchos, caja triangular incluye pistola de luz, volante con cambio de marchas y paletas, uno a cada lado | 4 lb. 7.5×18×16 in.      |                  |

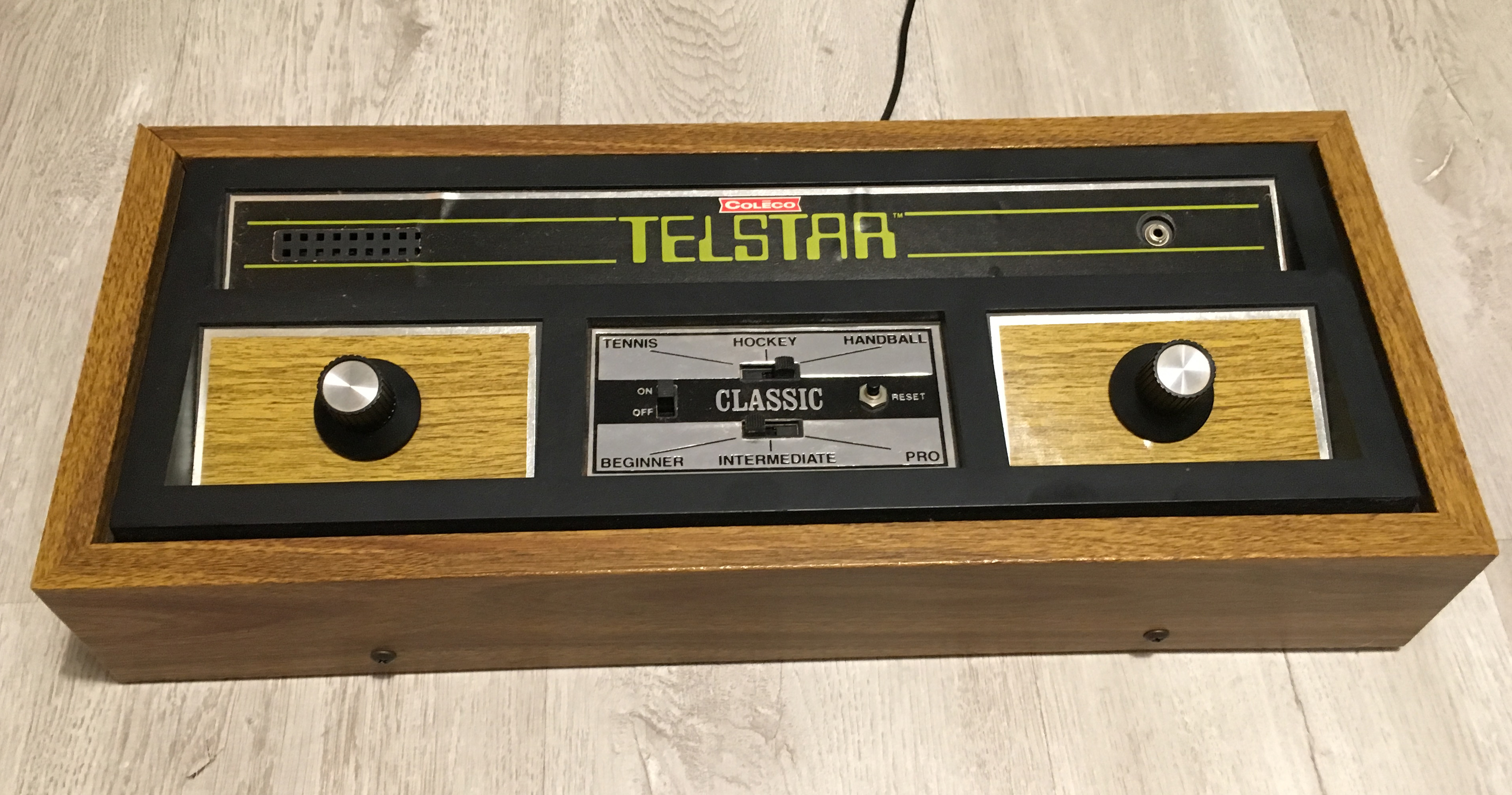
Coleco Telstar Classic. 1976
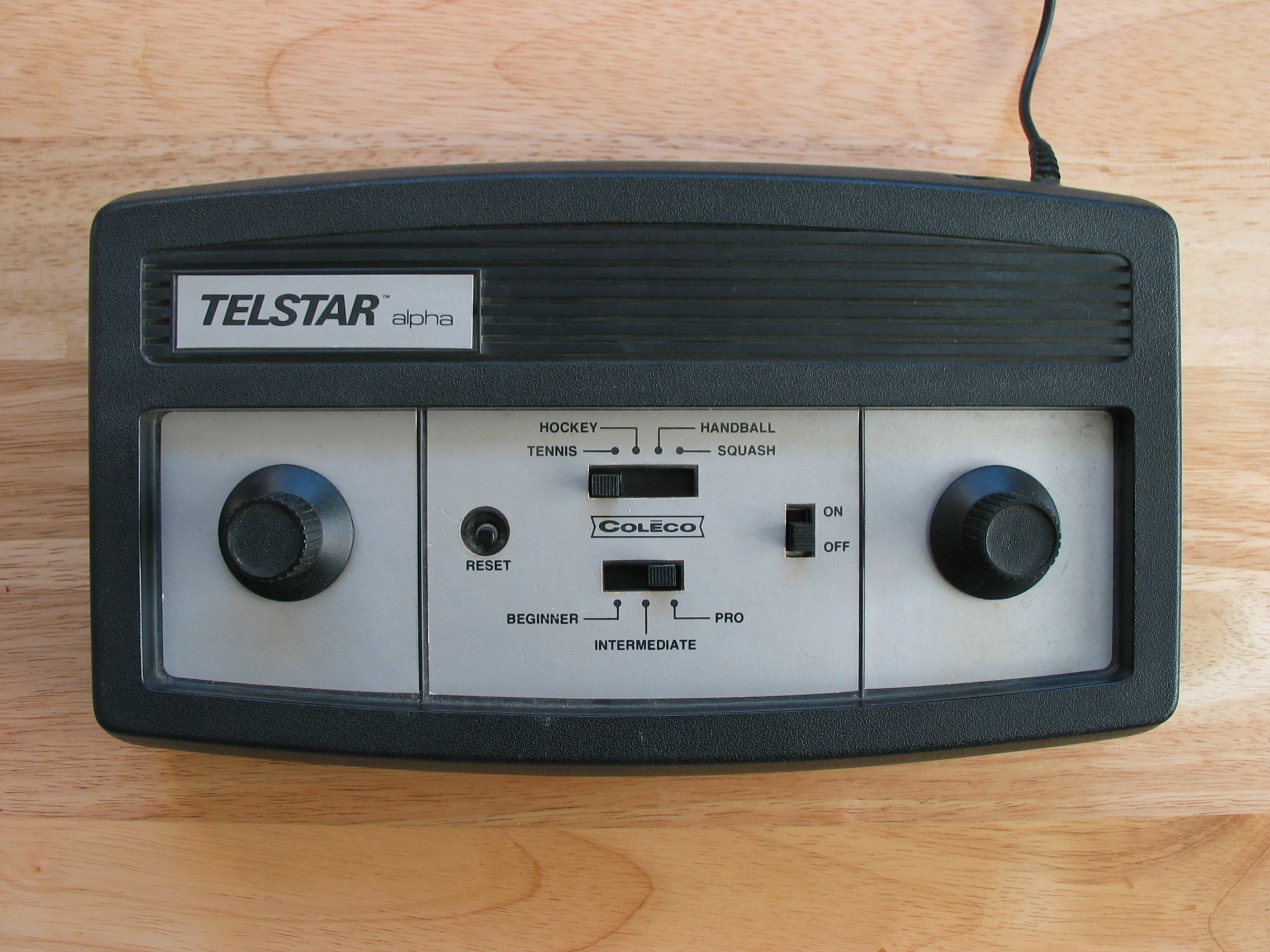
Telstar Alpha
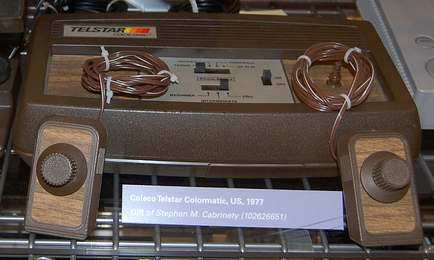
Telstar Colormatic
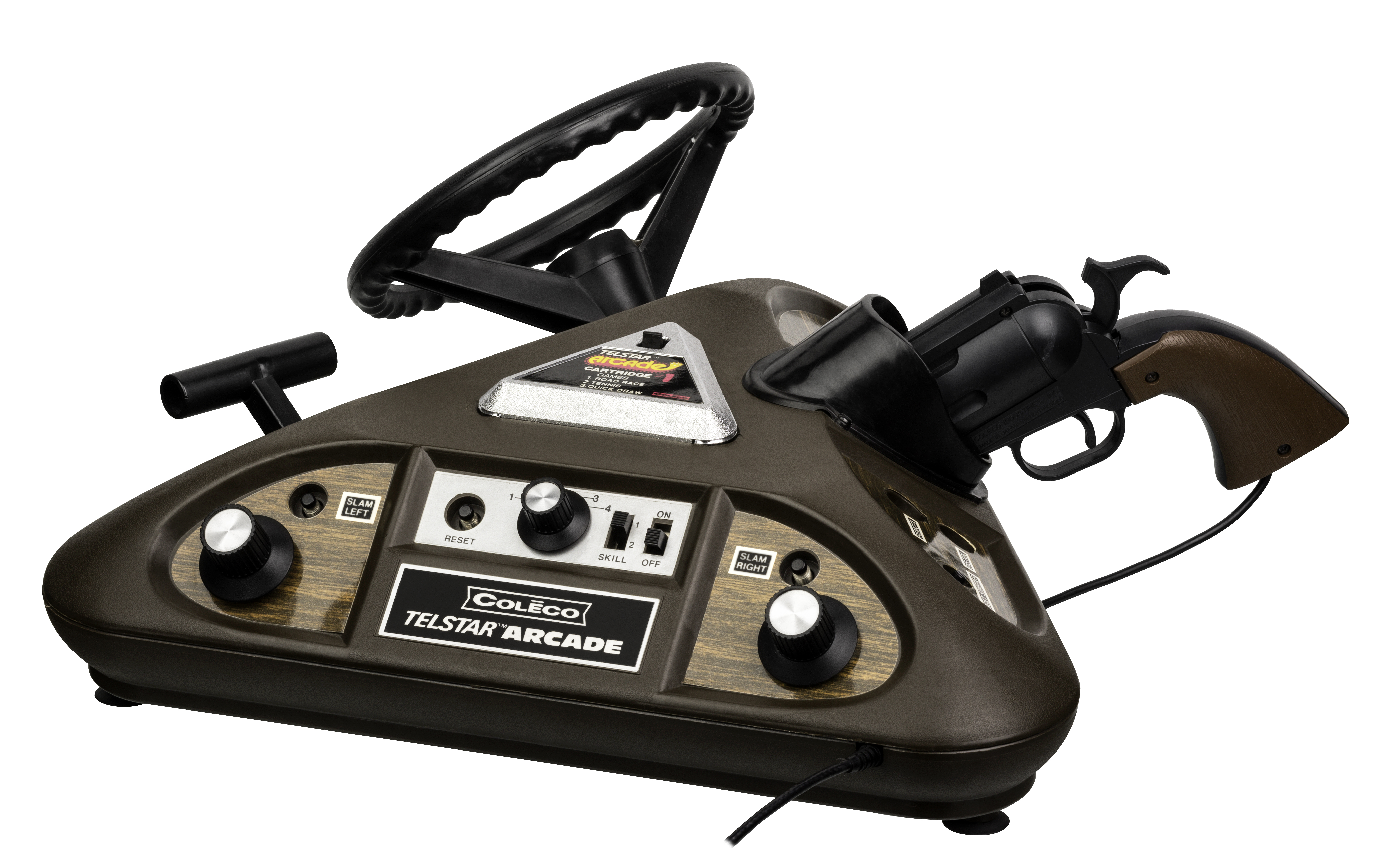
Telstar Arcade con cartucho n.1 en la parte superior
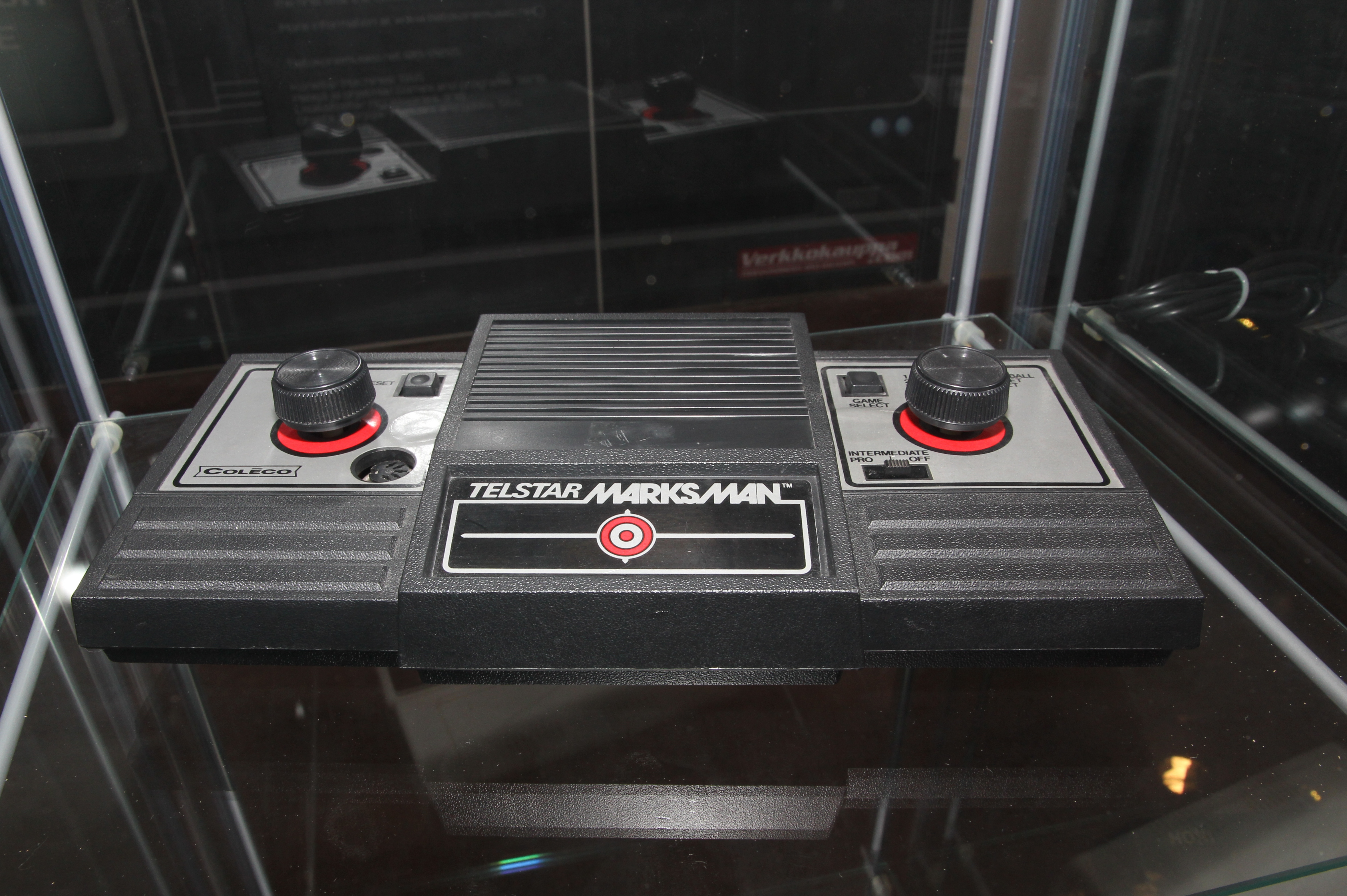
Telstar Marksman
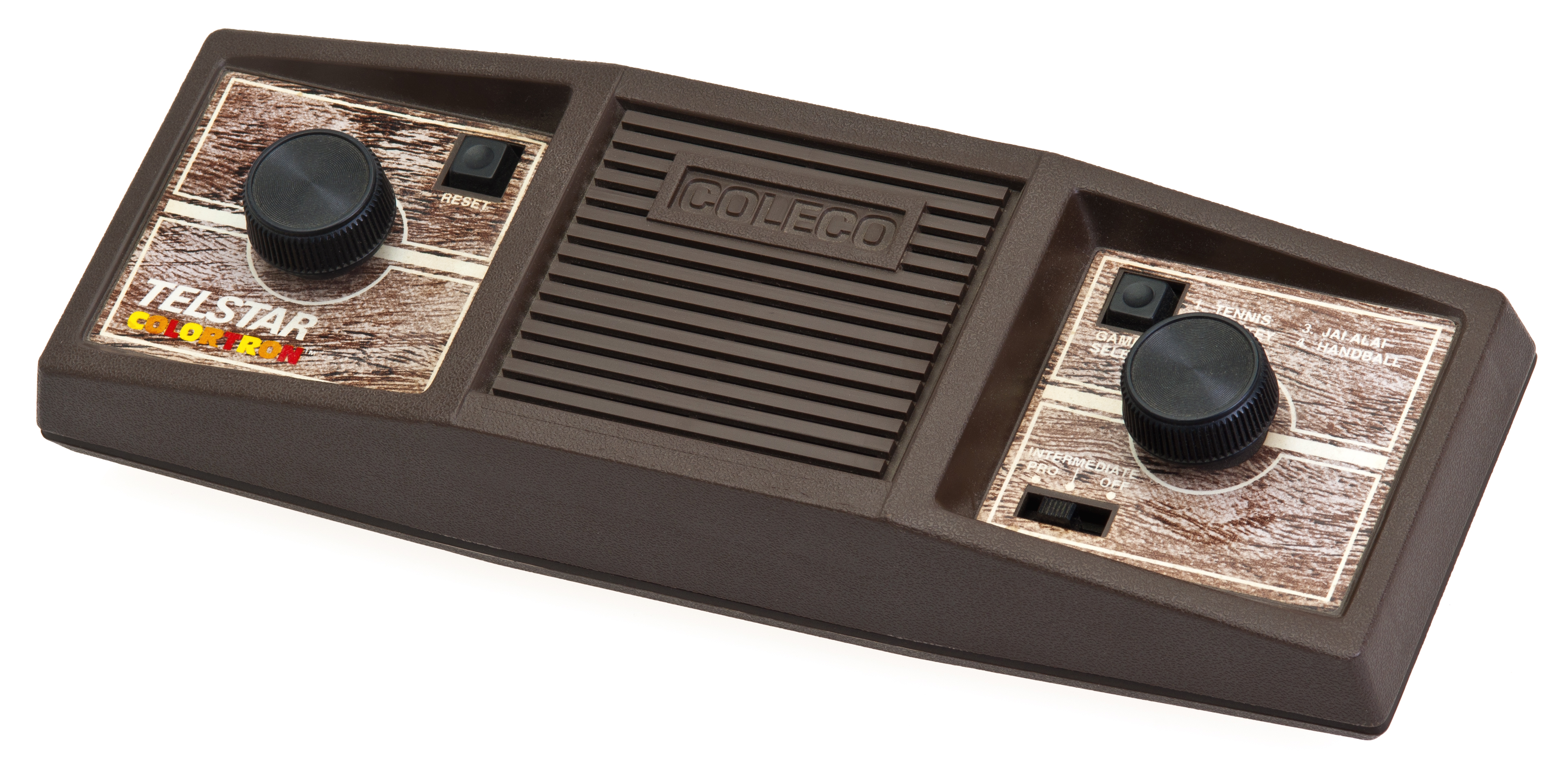
Telstar Colortron
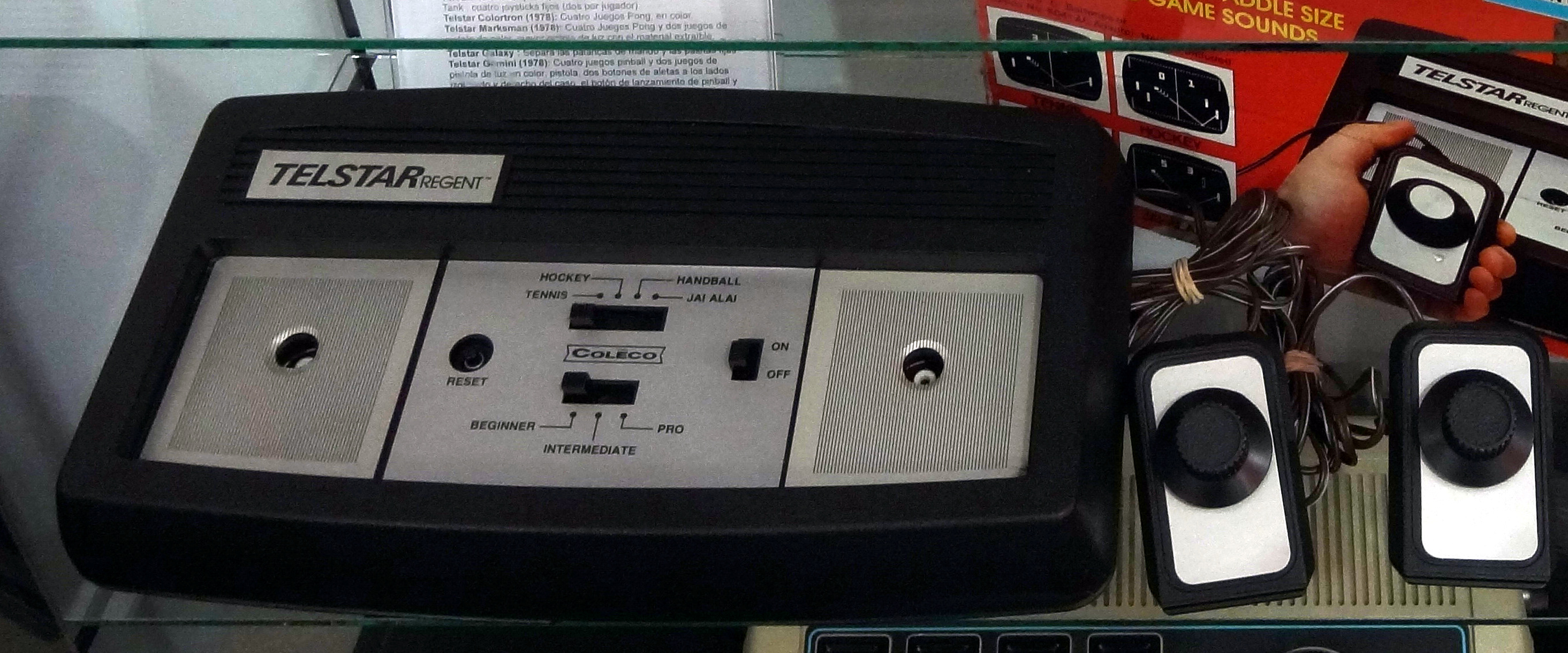
Telstar Regent